# أغبالو (ولاية البويرة)
أغبالو  بلدية بولاية البويرة.

## مواضيع ذات صلة
- بلديات ولاية البويرة
- دوائر ولاية البويرة